# Várkesző
Várkesző è un comune dell'Ungheria di 229 abitanti (dati 2001). È situato nella contea di Veszprém.